# Triệu Quang Huy
Triệu Quang Huy (sinh ngày 12 tháng 7 năm 1973, người Nùng) là Đại biểu Quốc hội nước Cộng hòa xã hội chủ nghĩa Việt Nam. Ông hiện là Tỉnh ủy viên, Phó Trưởng Đoàn Đại biểu Quốc hội chuyên trách tỉnh Lạng Sơn, Ủy viên Ủy ban Tài chính – Ngân sách của Quốc hội, Đại biểu Quốc hội khóa XV từ Lạng Sơn. Ông từng là Ủy viên Đảng đoàn, Ủy viên Thường trực, Trưởng ban Kinh tế – Ngân sách Hội đồng nhân dân tỉnh Lạng Sơn.
Triệu Quang Huy là đảng viên Đảng Cộng sản Việt Nam, học vị Cử nhân Tài chính – Kế toán, Thạc sĩ Kinh tế, Cao cấp lý luận chính trị. Ông có sự nghiệp đều công tác ở quê nhà Lạng Sơn.

## Xuất thân và giáo dục
Triệu Quang Huy sinh ngày 12 tháng 7 năm 1973 tại xã Bình Phúc, huyện Văn Quan, tỉnh Lạng Sơn. Ông là người dân tộc Nùng, lớn lên và tốt nghiệp phổ thông ở Văn Quan, theo học đại học ở Hà Nội và tốt nghiệp Cử nhân Tài chính – Kế toán, theo học cao học rồi nhận bằng Thạc sĩ Kinh tế. Ông được kết nạp Đảng Cộng sản Việt Nam vào ngày 13 tháng 8 năm 2004, trở thành đảng viên chính thức sau đó 1 năm, từng theo học các khóa chính trị ở Học viện Chính trị Quốc gia Hồ Chí Minh và tốt nghiệp Cao cấp lý luận chính trị. Hiện ông thường trú ở phường Hoàng Văn Thụ, thành phố Lạng Sơn, tỉnh Lạng Sơn.

## Sự nghiệp
Tháng 12 năm 1995, sau khi tốt nghiệp đại học, Triệu Quang Huy được tuyển dụng công chức vào Cục Quản lý vốn và tài sản nhà nước tại doanh nghiệp tỉnh Lạng Sơn, là Chuyên viên Phòng Nghiệp vụ I. Giai đoạn này ông cũng tham gia công tác Đoàn Thanh niên Cộng sản Hồ Chí Minh, là Ủy viên Ban chấp hành Chi đoàn, Phó Bí thư Chi đoàn Cục ở Lạng Sơn. Tháng 10 năm 1999, ông được điều tới Sở Tài chính tỉnh Lạng Sơn làm Chuyên viên Phòng Tài chính doanh nghiệp, công tác 1 năm thì chuyển sang làm Chuyên viên Phòng Quản lý ngân sách, đồng thời là Ủy viên Ban chấp hành Chi đoàn Văn phòng Sở Tài chính. Tháng 7 năm 2004, ông được điều tới Văn phòng Ủy ban nhân dân tỉnh Lạng Sơn làm Chuyên viên, rồi sau đó 2 tháng thì tiếp tục tới Văn phòng Đoàn Đại biểu Quốc hội và Hội đồng nhân dân tỉnh làm Chuyên viên. Tháng 10 năm 2007, ông nhậm chức Trưởng phòng Công tác Hội đồng nhân dân của Văn phòng, và là Ủy viên Ban Chấp hành Chi bộ Văn phòng, đến tháng 7 năm 2012 thì được bổ nhiệm làm Phó Chánh Văn phòng Đoàn Đại biểu Quốc hội và Hội đồng nhân dân tỉnh.
Tháng 7 năm 2016, Triệu Quang Huy trúng cử Đại biểu Hội đồng nhân dân tỉnh Lạng Sơn khóa XVI, nhậm chức Ủy viên Đảng đoàn, Ủy viên Thường trực, Trưởng ban Kinh tế – Ngân sách, và là Ủy viên Ban Chấp hành Chi bộ Văn phòng Hội đồng nhân dân tỉnh. Vào tháng 9 năm 2020, tại Đại hội Đảng bộ tỉnh lần thứ XVII, nhiệm kỳ 2020–2025, ông được bầu vào Ban Chấp hành Đảng bộ tỉnh, tiếp tục là Trưởng ban Kinh tế – Ngân sách của Hội đồng nhân dân tỉnh. Năm 2021, với sự giới thiệu của Ủy ban Mặt trận Tổ quốc Việt Nam tỉnh, ông tham gia ứng cử đại biểu Quốc hội từ Lạng Sơn, thuộc đơn vị bầu cử số 2 gồm thành phố Lạng Sơn, huyện Tràng Định, Văn Lãng, Cao Lộc, Lộc Bình, Đình Lập, rồi trúng cử Đại biểu Quốc hội khóa XV với tỷ lệ 82,40%. Ngày 23 tháng 7 năm 2021, ông được phê chuẩn làm Ủy viên Ủy ban Tài chính – Ngân sách của Quốc hội khóa XV, Phó Trưởng Đoàn Đại biểu Quốc hội chuyên trách tỉnh Lạng Sơn.